# Capa d'or de Mold
La Capa d'or de Mold (Yr Wyddgrug en gal·lés) és un adorn cerimonial fet d'or a l'edat del bronze, i és única en la seua classe; data de l'any 1900-1600 abans de la nostra era.

## Història
Trobaren la capa a la muntanya Bryn yr Ellyllon (Turó de les Fades o dels Follets), al poble d'Yr Wyddgrug (Mold en anglés), al comtat de Sir y Fflint, Gal·les del Nord, a la vora del riu Alyn, els obrers d'una pedrera l'any 1833. Era dins una mena de sepulcre de pedra, i a dins hi havia un esquelet amb la capa daurada.
La capa s'utilitzava en cerimònies, i podria haver pertangut a una autoritat religiosa.
Com que el seu suport s'hi havia podrit, la fràgil capa es trencà durant el descobriment. Les peces se'n dispersaren entre diferents persones. Tot i que el Museu Britànic va adquirir-ne gran part al 1836, alguns fragments més menuts han anat apareixent de manera irregular al llarg dels anys i s'han aplegat a les parts majors.
Més tard, un estudi detallat i la seua restauració palesaren la forma de la capa, que en el passat s'havia mal interpretat com un ornament equí per al pit de l'animal. També es posà en evidència que un segon objecte, més petit, en un estil gravat semblant, era també a la tomba. La capa ara està muntada sobre tela.
La capa és el número 6 de la llista de troballes arqueològiques seleccionades per un grup d'experts del Museu Britànic per al documental de TV de la BBC de l'any 2003 titulat Our Top ten Treasures (Els nostres deu millors tresors). També aparegué en la sèrie de BBC Radi 4 Una història del món en cent objectes, al febrer del 2010.
La capa fou exposada al Museu Nacional de Gal·les, de Cardiff, fins al 4 d'agost del 2013, i després es traslladà a Wrexham del 7 d'agost al 14 de setembre del 2013.

## Característiques
- Material: fulles d'or, tires de bronze i cuir per dins.
- Pes: 560 grams.

## Galeria d'imatges

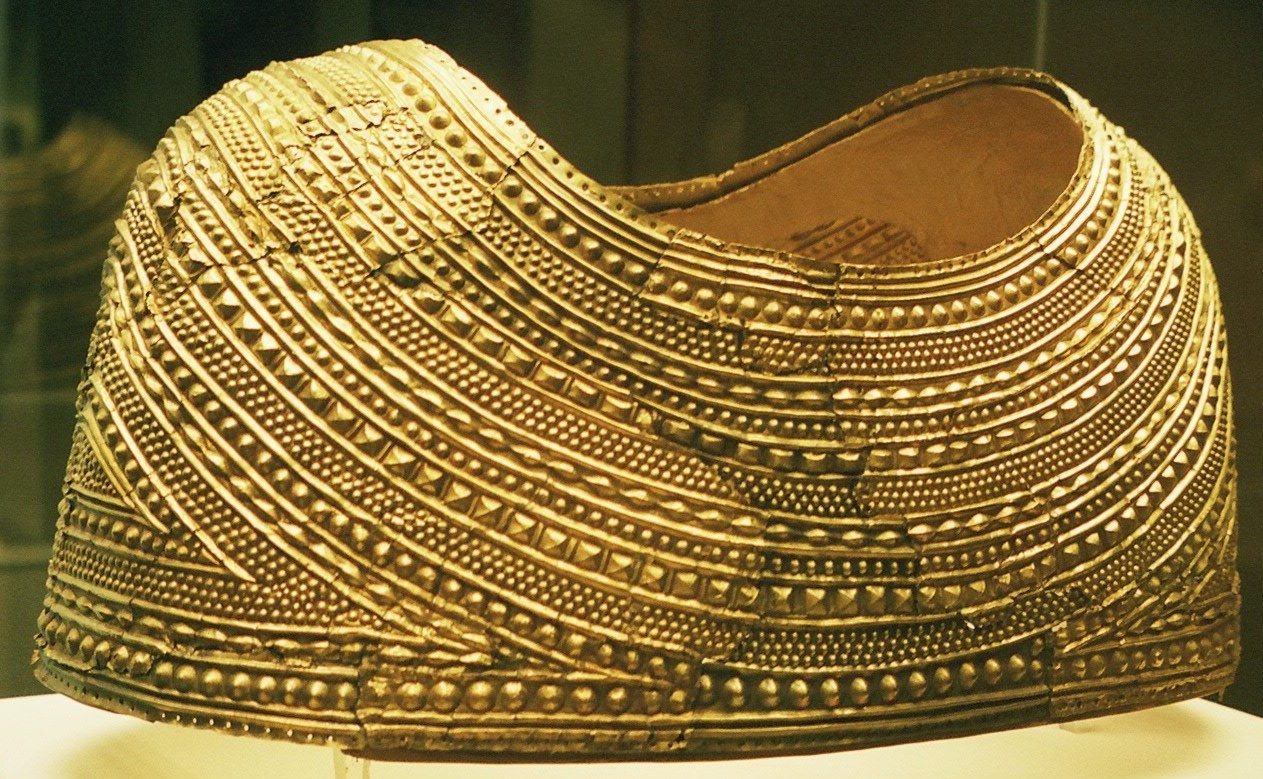
l'edat del bronze, encara al Museu Britànic de Londres
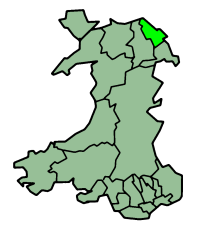
Ubicació del comtat de Sir y Fflint a la regió de Gal·les del NordExample.jpg